# Barbara Vogel (Historikerin)
Barbara Vogel (* 7. Dezember 1940 in Hamburg) ist eine deutsche Historikerin.

Barbara Vogel studierte Geschichte, Germanistik, Literaturwissenschaft, Philosophie und Pädagogik. Sie wurde 1971 am Historischen Seminar in Hamburg promoviert mit einer Arbeit über die deutsche Russlandpolitik von 1900 bis 1906. Ihre Habilitation erfolgte 1981 in Hamburg mit einer Arbeit über die Reformpolitik des preußischen Staatskanzlers Hardenberg (1810–1820). Von 1984 bis zu ihrer Emeritierung 2006 lehrte Vogel als Professorin für Neuere Geschichte an der Universität Hamburg.
Seit den 1980er Jahren war die Förderung von Frauen an der Universität ein zentrales Anliegen Vogels. Von 1985 bis 1989 wirkte Vogel im Akademischen Senat und wurde im gleichen Zeitraum auch zur Frauenbeauftragten gewählt. Von 1990 bis 1994 war sie Vizepräsidentin der Universität Hamburg. Von 2000 bis 2002 war sie Dekanin des Fachbereichs Geschichtswissenschaften. 2002 erhielt sie den Frauenförderpreis der Universität Hamburg. Ihre Forschungsschwerpunkte sind die Neuere Geschichte mit dem Schwerpunkt deutsche Sozialgeschichte des 19. und 20. Jahrhunderts. Vogel forschte und verfasste Beiträge über die Außen- und Innenpolitik des wilhelminischen Deutschlands, zur preußischen Reformpolitik im 19. Jahrhundert, zur Geschichte des Beamtentums in Deutschland, zur Geschichte der deutschen Parteien im 19. und 20. Jahrhundert, zur hamburgischen Universitätsgeschichte und zur historischen Frauenforschung.
Vogel war stellvertretende Vorsitzende der Historischen Kommission beim SPD-Parteivorstand.

## Schriften (Auswahl)
Monografien
- Allgemeine Gewerbefreiheit. Die Reformpolitik des preußischen Staatskanzlers Hardenberg (1810–1820) (= Kritische Studien zur Geschichtswissenschaft. Bd. 57). Vandenhoeck & Ruprecht, Göttingen 1983, ISBN 3-525-35716-8 (Zugleich: Hamburg, Universität, Habilitation, 1981).
- Deutsche Rußlandpolitik. Das Scheitern der deutschen Weltpolitik unter Bülow 1900–1906 (= Studien zur modernen Geschichte. Bd. 11). Düsseldorf 1973, ISBN 3-571-09051-9.
- mit Peter Borowsky, Heide Wunder: Einführung in die Geschichtswissenschaft (= Studienbücher Moderne Geschichte. Bd. 1). 5., überarbeitete und aktualisierte Auflage. Westdeutscher Verlag, Opladen 1975, ISBN 3-531-21310-5.

Herausgeberschaften
- mit Kirsten Heinsohn, Ulrike Weckel: Zwischen Karriere und Verfolgung. Handlungsräume von Frauen im nationalsozialistischen Deutschland. Campus, Frankfurt am Main 1997, ISBN 3-593-35756-9.
- Frauen in der Ständegesellschaft. Leben und Arbeiten in der Stadt vom späten Mittelalter bis zur Neuzeit (= Beiträge zur deutschen und europäischen Geschichte. Bd. 4). Krämer, Hamburg 1991, ISBN 3-926952-25-3.